# Van der Does (geslacht)

Van der Does (ook: Schuyl van der Does) is een Nederlands geslacht waarvan leden vanaf 1815 werden verheven in de Nederlandse adel.

## Geschiedenis
De zekere stamreeks begint met Simon van der Does (1507-1587), vroedschap en burgemeester van 's-Gravenhage. In 1815 werd Adriaan van der Does (1762-1840) als eerste van zijn geslacht verheven in de Nederlandse adel en verkreeg met zijn nakomelingen zo het adellijk predicaat jonkheer. Een andere telg werd in 1817 verheven, een derde in 1827.

### Oudere adellijke geslacht
Zie voor een ouder adellijk geslacht het lemma Van der Does. Enige verwantschap tussen het oud-adellijke en dit geslacht Van der Does is niet aangetoond.

## Enkele telgen
Simon van der Does (1507-1587), burgemeester van 's-Gravenhage
- Simon (Sem) van der Does (1546-?), kapitein
  - Johan van der Does (1567-1648), secretaris van Gorinchem
    - Adriaan van der Does (1609-1661), raad, tresorier en burgemeester van Schiedam
      - mr. Johan van der Does (1644-1704), burgemeester van Gouda
        - Adriaan van der Does (1686-1749), regent in Gouda en drossaard van Lek en Rijn
          - Bruno van der Does (1715-1791), burgemeester van Gouda
            - Adriaan Jacob van der Does (1756-1830), burgemeester van Gouda

        - mr. Johan van der Does (1694-1749), thesaurier-generaal van de Unie
          - mr. Johan Hendrik van der Does (1727-1781), heer van Goudswaard, burgemeester van Rotterdam
            - jhr. mr. Adriaan van der Does (1762-1840), raad en schepen van Rotterdam, als eerste van het geslacht in 1815 verheven in de Nederlandse adel
              - jkvr. Jacoba van der Does (1791-1819); trouwde in 1813 met Mattheus Willem Rees (1789-1851), lid gemeenteraad van Dordrecht
              - jhr. Cornelis Jacob van der Does (1798-1853)
                - jhr. Gerrit Willem van der Does (1831-1890), burgemeester van Didam
                  - jhr. mr. Johan Adriaan van der Does (1866-1938), president arrondissementsrechtbank te Arnhem
                    - jhr. mr. Gerrit Willem van der Does (1894-1972), landsadvocaat, voorzitter College voor Medische Tuchtrecht
                      - jhr. mr. Johan Adriaan Emile van der Does (1933-2021), plaatsvervangend landsadvocaat, lid Raad van State
                        - jkvr. mr. Anne Martien van der Does (1958), (kinder)rechter en ombudsvrouw

                      - jhr. mr. Maurijn Gerard van der Does (1934-2018), bankier
                        - jhr. drs. Pieter Willem van der Does (1969), medeoprichter en CEO Adyen, chef de famille

                  - jhr. Reinier Willem van der Does (1868-1954)
                    - jkvr. Eline Françoise van der Does (1896-1996), kunstenares

              - jkvr. Elisabeth Wilhelmina van der Does (1803-1841); trouwde in 1834 met jhr. Albert Leonard Coenen (1802-1874), secretaris en rentmeester van het Hoogheemraadschap van Schieland, lid provinciale staten van Zuid-Holland

    - mr. Hendrik van der Does (1615-1708), raad en burgemeester van Schiedam
      - Jan van der Does (1645-1674), kapitein mariniers
        - mr. Johan Hendrik van der Does (1672-1744), heer van Vught en Cromvoirt, raad en schepen van 's-Hertogenbosch
          - mr. Willem van der Does (1706-1785), heer van Vught en Cromvoirt, raad en schepen van 's-Hertogenbosch
            - (jhr.) mr. Johan Hendrik van der Does (1741-1819), raad en schepen van 's-Hertogenbosch, daarna president rechtbank; werd enkele maanden na zijn overlijden verheven in de Nederlandse adel
              - mr. Willem Schuyl van der Does (1767-1813)
                - jkvr. Cecilia Dorothea Schuyl van der Does (1800-1866); trouwde in 1826 met mr. Jan Jacob Nahuys (1801-1864), lid raad van Utrecht
                - jhr. mr. Maurits Pieter Jacob Schuyl van der Does (1803-1829), verkreeg in 1827 vergunning zijn naam te veranderen in Schuyl van der Does

              - jkvr. Elisabeth Jacoba van der Does (1770-1824); trouwde in 1791 met jhr. mr. Pieter Jacob de Bye (1766-1836), lid Raad van State. Dit zijn de stamouders van de tak Van der Does de Bye
              - jkvr. Susanna Margaretha van der Does (1773-1847); trouwde in 1792 met Josias Moens (1766-1841), raad en schepen van Haarlem
              - jkvr. Adriana Cornelia Maria van der Does (1778-1823); trouwde in 1800 met dr. Pierre Joseph de Willebois (1768-1834). Dit zijn de stamouders van de tak Van der Does de Willebois

      - Hendrik van der Does (1646-1726), raad en burgemeester van Gorinchem
        - Jan van der Does (1684-1747)
          - Cornelis van der Does (1715-1795), kapitein
            - Cornelis Adriaan van der Does (1741-1780), kapitein
              - Cornelis Hendrik Johannes van der Does (1766-1820)
                - jhr. Cornelis Petrus Sebastianus van Vrijbergen van der Does (1797-1856), luitenant-kolonel der infanterie, ridder Militaire Willems-Orde

      - Cornelis van der Does, luitenant-kolonel, commandant van het slot Loevestein
- Willem van der Does (1547-1624), hoofdschout van Amsterdam, lid van de Admiraliteit, Ontvanger-generaal van de convoyen en licenten, gehuwd met Maria Glimmer[2]
  - mr. Jacob van der Does (1574-1630), advocaat bij het Hof van Holland, raad en secretaris van Frederik Hendrik van Oranje, gehuwd met Beatrix van Sypesteyn
    - mr. Willem van der Does (1617-1668), burgemeester van Den Haag, gehuwd met Wilhelmina van den Honert
      - Jacob van der Does (1641-1680), thesaurier van Den Haag,[3] schepen van Den Haag, dichter, toneelschrijver,[4] gehuwd met (1) Hester Pieterson en (2) Sara Popta
      - mr. Rochus van der Does (1643-1707), advocaat en schepen van Utrecht, gehuwd met Alexandrina Kriex[5]